# Hanvoile
Hanvoile is een gemeente in het Franse departement Oise (regio Hauts-de-France) en telt 502 inwoners (1999). De plaats maakt deel uit van het arrondissement Beauvais.

## Geografie
De oppervlakte van Hanvoile bedraagt 5,9 km², de bevolkingsdichtheid is 85,1 inwoners per km².
De onderstaande kaart toont de ligging van Hanvoile met de belangrijkste infrastructuur en aangrenzende gemeenten.

## Demografie
Onderstaande figuur toont het verloop van het inwonertal (bron: INSEE-tellingen).